# Frank Field
Frank Ernest Field, barone Field di Birkenhead (Londra, 16 luglio 1942 – Londra, 23 aprile 2024), è stato un politico britannico.

## Biografia
Frank Field nacque a Edmonton, nel borgo londinese di Enfield, il 16 luglio 1942, secondogenito dei tre figli di un operaio di una fabbrica nel quartiere di Battersea di un'insegnante elementare di Chiswick, entrambi conservatori.
Studiò economia presso l'Università di Hull. Durante la gioventù fu membro del Partito Conservatore, che però lasciò nel 1960 quando si unì al Partito Laburista. Nel 1964 divenne un insegnante nel quartiere di Southwark.

### Carriera politica
Ricoprì poi il ruolo di consigliere laburista per la circoscrizione di Turnham Green al Hounslow London Borough Council dal 1964 al 1968. Fu direttore del Gruppo d'azione per la povertà infantile dal 1969 al 1979.
Frank Field si candidò per il collegio di South Buckinghamshire, ora non più esistente, alle elezioni generali del 1966, dove però venne sconfitto dal conservatore Ronald Bell. Nel 1979, in occasione delle elezioni, fu scelto per contestare il seggio di Birkenhead, dopo il ritiro del parlamentare in carica Edmund Dell. Field ottenne quindi il seggio e rimase il deputato in carica fino al novembre 2019.
In Parlamento, nel 1980 Field venne nominato portavoce per l'istruzione dal leader dell'opposizione Michael Foot, dove restò in carica per un anno. Nel 1983, a seguito della nomina di Neil Kinnock come leader laburista, Field fu designato a portavoce per la salute e la sicurezza sociale sempre per un anno.
Dopo la vittoria dei laburisti alle elezioni del 1997, Field si unì al governo guidato da Tony Blair, divenendo ministro per la riforma del benessere. In tale occasione Field prestò giuramento anche come membro del Consiglio privato. Si dimise dalla carica ministeriale l'anno seguente a causa di alcune divergenze col primo ministro.
Dopo aver lasciato il dicastero, Field continuò le sue funzioni da deputato. Criticò duramente il governo, affermando che questo non sarebbe sopravvissuto a lungo.
Nel 2009, Field dichiarò che secondo lui il Partito Laburista non avrebbe vinto le successive elezioni se avesse continuato ad avere a capo Gordon Brown. Nel gennaio 2010, Field fu uno dei pochi parlamentari laburisti a sostenere le richieste dei politici Geoff Hoon e Patricia Hewitt, i quali ebbero proposto una votazione segreta tra i laburisti circa la guida di Gordon Brown.
Nel maggio 2009, Field annunciò la sua candidatura come speaker della Camera dei comuni, ma in seguito la ritirò, citando la mancanza di sostegno all'interno del suo partito. Alla fine John Bercow fu eletto nuovo presidente.
Nell'ottobre 2013, assieme alla parlamentare Laura Sandys, fondò il gruppo parlamentare interpartitico sulla fame e la povertà alimentare, che continuò a presiedere.
Dopo le elezioni generali del 2015 venne nominato presidente della Commissione parlamentare del lavoro e delle pensioni, continuando anche dopo le elezioni generali del 2017.
Field sostenne Jeremy Corbyn come candidato alle elezioni per la guida del Partito Laburista del 2015, dichiarando tuttavia, di non ritenere che quest'ultimo potesse riuscire a vincere le elezioni generali.
Field, per la carriera da lui percorsa, ricevette una borsa di studio onoraria dall'Università John Moores di Liverpool il 12 luglio 2016.
Il 17 luglio 2018 si tenne una votazione su un emendamento riguardante una legge commerciale vigente nel caso in cui il Regno Unito fosse uscito dall'UE. Field e i politici Kate Hoey, John Mann e Graham Stringer furono gli unici parlamentari laburisti ad opporsi all'emendamento. Field perse quindi la fiducia nella sua circoscrizione elettorale, dopo essersi schierato in questa votazione con il governo conservatore. Il 30 agosto 2018, Field si dimise dall'incarico di whip laburista, asserendo che il partito fosse "sempre più visto come un partito razzista" e anche a causa della "cultura dell'intolleranza, della cattiveria e dell'intimidazione" che ne colpivano alcune aree.
Field successivamente si definì un "parlamentare laburista indipendente". Nel settembre 2018 disse che, nonostante la sua uscita dal partito, non avrebbe indetto elezioni suppletive per il suo collegio e quindi sarebbe rimasto in Parlamento.
Nell'agosto 2019, Field annunciò la formazione di un nuovo partito, il Birkenhead Social Justice Party, dichiarando che si sarebbe candidato con questo alle elezioni dello stesso anno. In queste fu battuto dal candidato laburista Mick Whitley, non venendo quindi rieletto.
Nello stesso anno venne annunciata la sua nomina a pari a vita ed entrò quindi alla Camera dei lord nel 2020. Assunse quindi il titolo di barone Field di Birkenhead.
Il barone Field fu inoltre nominato membro dell'Ordine dei Compagni d'Onore nel 2022.

### Posizioni politiche

#### Uscita del Regno Unito dall'Unione europea
In occasione del referendum per la permanenza del Regno Unito all'interno dell'UE, Frank Field affermò al quotidiano The Guardian di aver votato a favore dell'uscita.

## Vita privata
Membro attivo della Chiesa d'Inghilterra, non si sposò mai, rimanendo celibe e non ebbe figli.

### Malattia e morte
Nel marzo 2015 Field venne ricoverato in ospedale dopo un collasso durante un incontro pubblico.
Nell'ottobre 2021 annunciò di essere malato terminale e di aver trascorso del tempo in un ospizio. In un'intervista del gennaio 2023 al The Guardian, Field rivelò di avere un tumore alla prostata da circa dieci anni, ormai diffusosi fino al viso.
Field morì in una casa di cura a Londra, il 23 aprile 2024, all'età di 81 anni.